# 신동화
신동화(申東和, 1966년 12월 28일 ~ )은 대한민국의 제6, 7, 9대 경기도 구리시의원이었으며, 그리고 경기도 가평군 출신이다.

## 학력
- 가평국민학교 졸업
- 가평중학교 졸업
- 가평고등학교 졸업
- 강원대학교 경제학과 학사 졸업
- 서울시립대학교 도시과학대학원 도시행정학 석사

## 경력
- 강원대학교 총학생회 회장
- 국회의원 윤호중 정책보좌관
- 민주당 경기도당 구리시 지역위원회 사무국장
- (사)지역발전민주연구소 사무국장
- (사)어린이 안전학교 운영위원
- (재)구리시 강원도민회 운영위원
- 경기환경보호운동본부 경기도 구리시 지부 사무국장
- 2010.07 ~ 2014.06 제6대 경기도 구리시의회 의원
- 2010.07 ~ 2012.07 제6대 경기도 구리시의회 전반기 예산결산특별위원회 위원
- 2012.07 ~ 2014.06 제6대 경기도 구리시의회 후반기 의회운영위원회 위원
- 2012.07 ~ 2014.06 제6대 경기도 구리시의회 후반기 예산결산특별위원회 위원
- 구리시 기부심사위원회 위원
- 구리시 혁신교육협의회 상임위원
- 구리시 사회적기업육성위원회 위원
- 구리시 도시계획위원회 위원
- 구리시 지방건축심의위원회 위원
- 구리시 교통안전정책심의위원회 위원
- 구리시 버스공영제 등 마을버스 T/F팀 위원
- 구리시 청소년수련관 운영위원
- 구리시 지역아동센터연합회 자문위원
- 2014.07 ~ 2018.06 제7대 경기도 구리시의회 의원
- 2014.07 ~ 2016.07 제7대 경기도 구리시의회 전반기 의장
- 2016.07 ~ 2018.06 제7대 경기도 구리시의회 후반기 의회운영위원회 위원
- 2016.07 ~ 2018.06 제7대 경기도 구리시의회 후반기 예산결산특별위원회 위원
- 2022.07 ~ 제9대 경기도 구리시의회 의원
  - 2022.07 ~ 2024. 06 제9대 경기도 구리시의회 전반기 의회운영위원장
  - 2024.07 ~ 현재   제9대 경기도 구리시의회 후반기 의장

## 수상
- 2013 매니페스토 실천공약이행 우수의원

## 역대 선거 결과
|  | 21.22% |

|  | 30.54% |

|  | 45.14% |

|  | 18.18% |